# Bosnia ed Erzegovina ai XVIII Giochi olimpici invernali
La Bosnia ed Erzegovina partecipò ai XVIII Giochi olimpici invernali, svoltisi a Nagano, Giappone, dal 7 al 22 febbraio 1998, con una delegazione di otto atleti impegnati in tre discipline.